# OTOF
OTOF‏ (Otoferlin) هوَ بروتين يُشَفر بواسطة جين OTOF في الإنسان.